# Valentina Tereshkova
Valentina Vladimirovna Tereshkova (em russo:  Валентина Владимировна Терешкова; Bolshoye Maslennikovo, 6 de março de 1937) é a primeira cosmonauta e a primeira mulher a ter ido ao espaço, em 16 de junho de 1963, na nave Vostok 6.
Transformada em uma heroína nacional após o sucesso de sua missão, condecorada por líderes soviéticos,  russos e estrangeiros de várias nações, nos anos seguintes se tornou proeminente na sociedade e na política do país, primeiro na União Soviética e depois na Rússia. Até os dias atuais, é a única mulher a ter feito um voo solo ao espaço.

## Biografia
Oriunda de uma família proletária - seu pai era um motorista de trator, desaparecido na guerra russo-finlandesa de 1940 - Valentina só entrou para a escola aos oito anos e começou a trabalhar com dezoito, em uma fábrica têxtil, para ajudar a mãe viúva. Na mesma época, começou a participar de um clube de paraquedistas amadores e deu seu primeiro salto em 21 de maio de 1959. Criou o Clube de Paraquedistas Amadores da fábrica e tornou-se sua presidente. Dois anos depois, se tornou secretária do Komsomol local e recebeu um certificado de especialista em tecnologia de fiação.
Aos 24 anos, em 1961, começou a estudar para se qualificar como cosmonauta, no mesmo ano em que o diretor do programa espacial soviético, Sergei Korolev, considerou enviar mulheres ao espaço, numa forma de colocar a primeira mulher em órbita na frente dos Estados Unidos, durante a corrida espacial entre as duas superpotências.
Em 1962, ela foi admitida como cosmonauta, junto a mais quatro mulheres – das quais apenas ela acabou indo ao espaço – sendo a menos preparada de todas, sem educação universitária, mas uma paraquedista experiente, o que era uma considerada uma condição fundamental para o voo, já que a nave Vostok operava automaticamente, dispensando pilotagem. Os postulantes a cosmonautas deviam ter menos de 30 anos, menos de 1,70 m, menos de 70 kg, saúde perfeita, ideologia pura e ao menos seis meses de experiência em paraquedismo. Ela cumpria todas as exigências.  Ao final dos meses de testes, que incluíram aprendizagem de pilotagem de jatos, testes em centrífugas e isolamento completo, ela e outra candidata, Valentina Ponomaryova, foram as finalistas. Ponomaryova, mais preparada tecnicamente e com educação melhor, tinha sido a mais apta nos testes gerais mas Tereshkova tinha sido a melhor nas entrevistas com os ideólogos do Partido Comunista. De qualquer maneira, o governo soviético, cuja intenção de enviar uma mulher ao espaço era fazer propaganda política no Ocidente, pretendia fazer um voo duplo, com duas mulheres subindo ao espaço em naves separadas. O plano porém, foi cancelado de última hora pelo Politburo e decidido que apenas uma subiria; a outra nave seria pilotada por um homem.

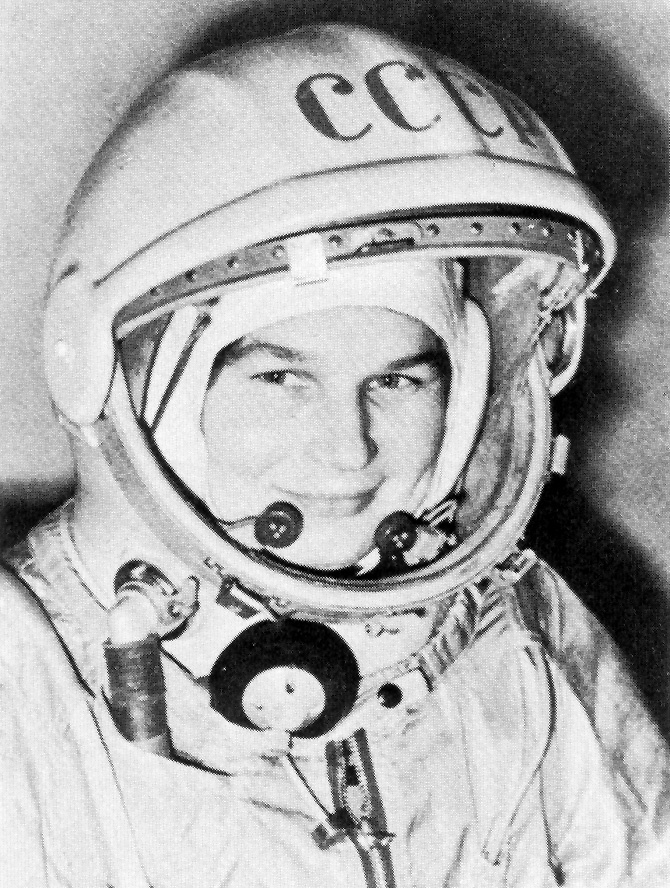
Valentina com o traje espacial.

Foi Nikita Krushev quem decidiu finalmente por Tereshkova, e a idealizou como a "Nova Mulher Soviética": uma comunista devotada, trabalhadora humilde de fábrica de tecidos – Ponomaryova era piloto, cientista, engenheira, feminista, desbocada e fumava – filha de um herói de guerra e basicamente "uma boa menina". Para questões de propaganda, Krushev também achava que Valentina era a mais bonita delas. Irina Soloviyova, a terceira candidata melhor avaliada, ficou como cosmonauta-reserva. Nikolai Kamanin, piloto herói de guerra soviético e então chefe do departamento de treinamento de cosmonautas do programa espacial soviético, depois chamaria Tereshkova de "Gagarin de saias".

### Primeira mulher no espaço
Em junho de 1963, a União Soviética colocou duas espaçonaves simultaneamente no espaço, lançadas com diferença de dois dias, a Vostok V  e a Vostok VI. A primeira foi pilotada por Valery Bykovsky, que bateu o recorde de resistência no espaço, quando completou uma missão de cinco dias. Valentina voou na Vostok VI, lançada de Baikonur em 16 de junho, tornando-se a primeira mulher no espaço. Ela completou 48 órbitas ao redor da Terra, no total de 71 horas, quase três dias, apesar das náuseas, vômitos – segundo ela pela qualidade da comida a bordo – de dores fortes na canela direita a partir do segundo dia e do desconforto psicológico que sentiu. Depois de chegarem a permanecer em órbita a uma distância de 5 km uma da outra, com Bykovsky e Tereshkova  trocando impressões e saudações por rádio entre si e com o controle de terra, ambas as naves aterrissaram no dia 19 de junho.

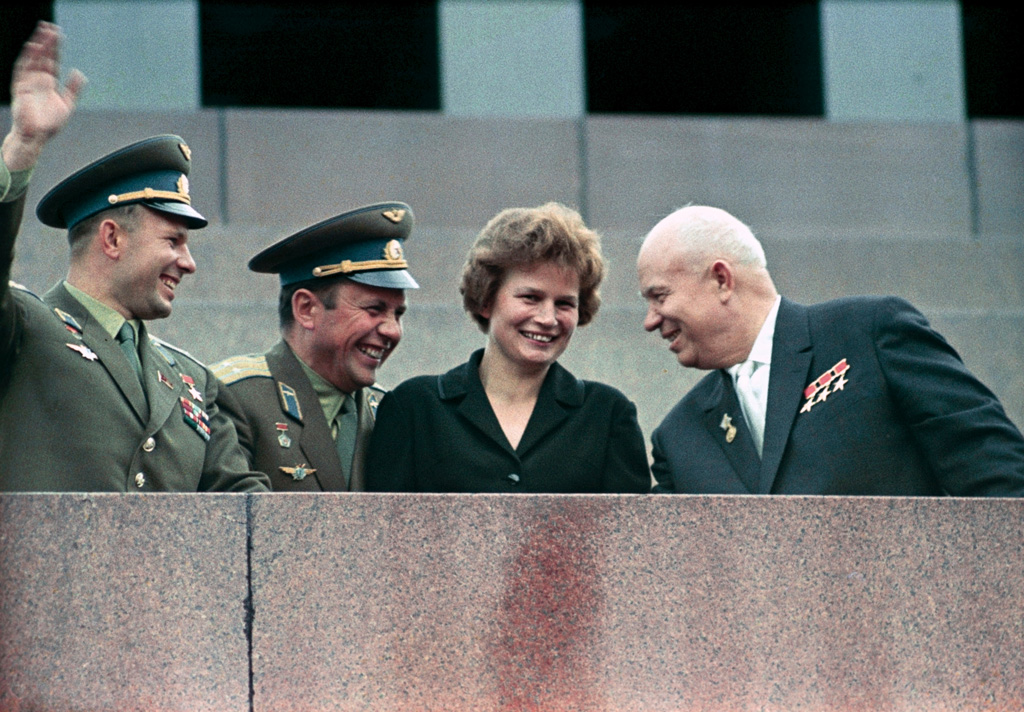
Valentina entre os cosmonautas Yuri Gagarin e Pavel Popovich e o Premier Nikita Krushev em cerimônia em Moscou após seu voo histórico (22 de junho de 1963).

Valentina teve problemas em seu retorno. Além da falta de rádio após a nave ser colocada em órbita descendente e iniciar os procedimentos de descida, quando ejetada da Vostok VI já na atmosfera e continuar a descer de paraquedas, esteve próxima de cair dentro de um lago. Ela narra em suas memórias que se isso acontecesse talvez não conseguisse sobreviver, sem forças para nadar até a borda, estando desidratada, exausta, com fome pelas náuseas que praticamente a impediram de comer em órbita, e psicologicamente afetada pela viagem – em princípio programada para um dia mas alongada para três, pela sensação que causou no mundo seu lançamento. Mas um forte vento mudou a direção do paraquedas e a fez cair em terra. Mesmo assim, o impacto foi forte e ela ficou com uma grande mancha roxa no nariz, que bateu no capacete, sendo obrigada a usar forte maquiagem pelos próximos dias de aparições públicas oficiais. Seus três dias a bordo da Vostok eram então mais tempo no espaço que todos os astronautas norte-americanos tinham juntos. Só nos anos 1980 uma mulher russa voltaria ao espaço.
No local onde Valentina pousou, existe hoje um pequeno parque com uma estátua de prata retratando a cosmonauta com os braços abertos, vestida em traje espacial e sem capacete. Seu sinal de chamada na Vostok VI, "Chaika" (gaivota), tornou-se seu apelido entre o povo soviético. Uma cratera na Lua, Tereshkova  e um asteróide, 1671 Chaika, foram batizados em sua homenagem.

## Vida posterior

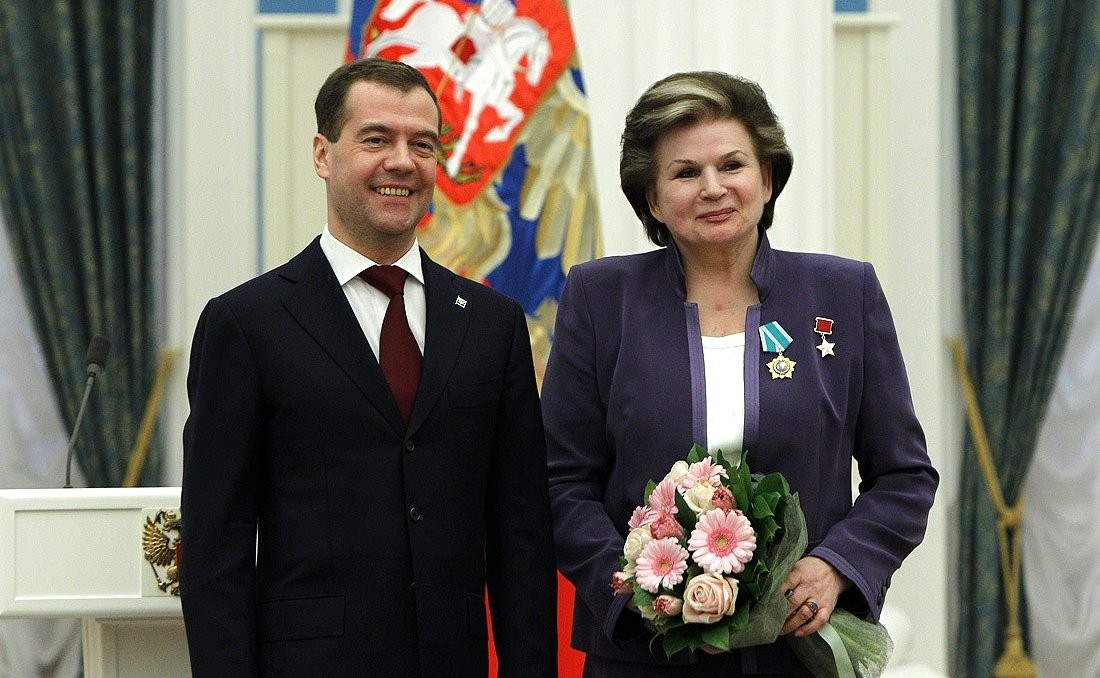
Valentina condecorada pelo presidente russo Dmitri Medvedev. Kremlin, 2011.

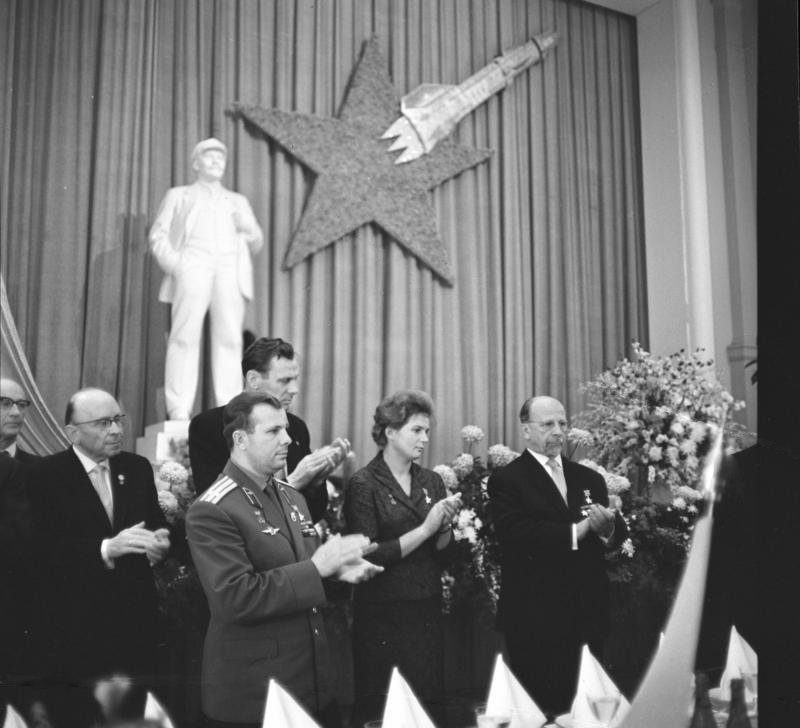
Yuri Gagarin e Valentina Tereshkova como convidados de honra em Berlim.

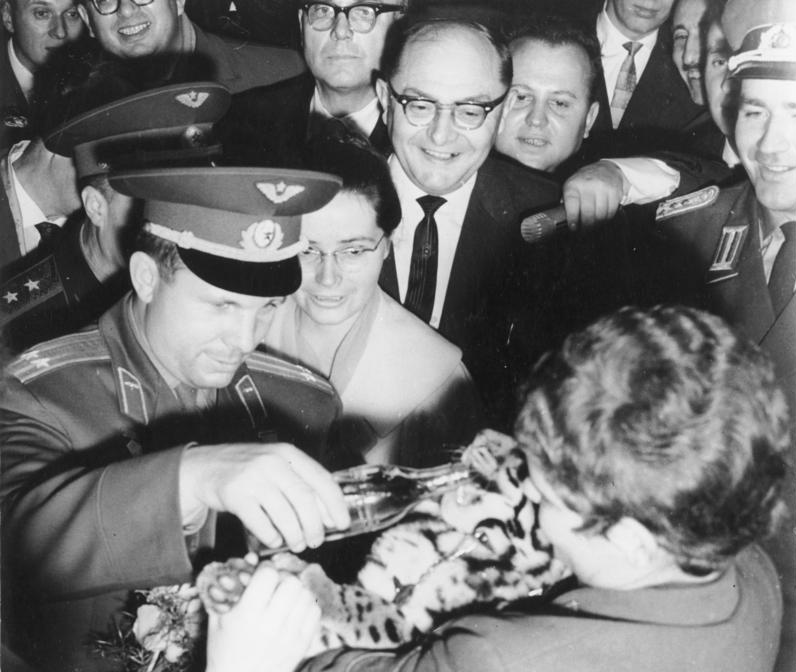
Gagarin e Valentina alimentando um tigre.

Em novembro de 1963, Valentina e o cosmonauta Andrian Nikolayev se casaram e tiveram uma filha, Elena Andrianovna, considerada a primeira criança nascida de pais cosmonautas. Divorciada em 1982, casou-se novamente com um médico, Yuli Shaposhnikov, morto em 1999. Em 1969, ela formou-se em engenharia na Academia Militar da Força Aérea de Zhukovsky. Após sua formatura, retirou-se oficialmente do programa espacial para entrar na política e recebeu uma comissão honorária da Força Aérea Russa, retirando-se com a patente de major-general.
Ao realizar o primeiro voo espacial feminino, Valentina recebeu as duas principais condecorações do país, Herói da União Soviética e a Ordem de Lenin, além de outras comendas e homenagens importantes. Em 2013, durante as comemorações do 50º aniversário de seu voo, recebeu a Ordem de Alexandre Nevsky das mãos de Vladimir Putin. Ela também foi presidente do comitê das mulheres soviéticas e tornou-se membro do Soviete Supremo, o parlamento da URSS, e do Presidium, um grupo especial dentro do governo soviético, tendo sido proeminente na política do país de 1966 a 1991, representando a URSS na Conferência das Nações Unidas para o Ano Internacional da Mulher na Cidade do México em 1975.
Em 2011 foi eleita deputada pelo partido Rússia Unida, o mesmo de Putin e Dmitri Medvedev. Atualmente ela vive entre Yaroslavl, perto da filha e da neta, e Moscou, onde exerce seu mandato parlamentar.